# ملعب عمر بن رابح
ملعب عمر بن رابح أو ملعب دار البيضاء هو ملعب متعدد الاستخدامات يقع في منطقة الدار البيضاء بالجزائر العاصمة. يُستخدم حاليًا في الغالب لمباريات كرة القدم. يستخدمه بشكل متكرر منتخب الجزائر لكرة القدم "أ" ومنتخب الجزائر تحت 23 عامًا. كما أنه الملعب الرئيسي لنادي بارادو ونادي دار البيضاء. يتسع الملعب لـ 14,150 متفرجًا.
استُخدم الملعب لاستضافة بطولة أفريقيا تحت 17 سنة 2009 مع ملاعب أخرى واستضاف نهائي المسابقة.
في 18 أغسطس 2022، اتفقت إدارة نادي اتحاد الجزائر مع سلطات دار البيضاء على استقبال موسم 2022–23 ‏ في ملعب عمر بن رابح بحضور الجماهير.